# HCM Warriors Brno
HCM Warriors Brno (celým názvem: Hockeyový club mládeže Warriors Brno) je český klub ledního hokeje, který sídlí Brně v Jihomoravském kraji. Založen byl v roce 2004 pod názvem HC Kometa Úvoz. Svůj současný název nese od roku 2011. V posledních letech se klub zaměřuje prioritně na mládežnický hokej, mužský oddíl byl totiž zrušen v roce 2014. Klubové barvy jsou modrá a bílá
Své domácí zápasy odehrává na zimním stadionu Úvoz v Brně s kapacitou 500 diváků.

## Historické názvy
Zdroj:
- 2004 – HC Kometa Úvoz (Hockey Club Kometa Úvoz)
- 2011 – HCM Warrior Brno (Hockeyový club mládeže Warrior Brno)
- 2018 – HCM Warriors Brno (Hockeyový club mládeže Warriors Brno)

## Přehled ligové účasti
Stručný přehled
Zdroj:
- 2009–2014: Jihomoravská a Zlínská krajská liga (4. ligová úroveň v České republice)

Jednotlivé ročníky
Zdroj:
Legenda: ZČ – základní část, JMK – Jihomoravský kraj, červené podbarvení – sestup, zelené podbarvení – postup, fialové podbarvení – reorganizace, změna skupiny či soutěže
| Česko (2009 – 2014) |                                     |           |          |                                     |                      |
| Sezóny              | Soutěž                              | Úroveň    | ZČ       | Play-off, nadstavba, sk. o udržení… | Poznámky             |
| 2009/10             | Jihomoravská a Zlínská krajská liga | 4. úroveň | 5. místo | Semifinále JMK                      |                      |
| 2010/11             | Jihomoravská a Zlínská krajská liga | 4. úroveň | 6. místo | Finále JMK                          |                      |
| 2011/12             | Jihomoravská a Zlínská krajská liga | 4. úroveň | 7. místo | Semifinále JMK                      |                      |
| 2012/13             | Jihomoravská a Zlínská krajská liga | 4. úroveň | 5. místo | Vítěz JMK                           | Kvalifikace          |
| 2013/14             | Jihomoravská a Zlínská krajská liga | 4. úroveň | 9. místo | Semifinále JMK                      | Odhlášení ze soutěže |